# Älgsjön (Älgå socken, Värmland)
Älgsjön är en sjö i Arvika kommun i Värmland och ingår i Göta älvs huvudavrinningsområde. Sjön är 42 meter djup, har en yta på 7,6 kvadratkilometer och befinner sig 118,1 meter över havet. Sjön avvattnas av vattendraget Älgån (Mörtebäcken). Vid provfiske har bland annat abborre, elritsa, gers och gädda fångats i sjön.

## Delavrinningsområde
Älgsjön ingår i det delavrinningsområde (661522-131040) som SMHI kallar för Utloppet av Älgsjön. Medelhöjden är 176 meter över havet och ytan är 36,03 kvadratkilometer. Räknas de 4 avrinningsområdena uppströms in blir den ackumulerade arean 51,02 kvadratkilometer. Älgån (Mörtebäcken) som avvattnar avrinningsområdet har biflödesordning 3, vilket innebär att vattnet flödar genom totalt 3 vattendrag innan det når havet efter 275 kilometer. Avrinningsområdet består mestadels av skog (70 procent). Avrinningsområdet har 7,69 kvadratkilometer vattenytor vilket ger det en sjöprocent på 21,3 procent.

## Fisk
Vid provfiske har följande fisk fångats i sjön:
- Abborre
- Elritsa
- Gärs
- Gädda
- Lake
- Löja
- Mört
- Nors
- Siklöja